# Istituto Nazionale per la Grafica
L'Istituto nazionale per la grafica (en français : Institut national des arts graphiques), est un organisme artistique national installé dans le palais Poli et le Palazzo della Calcografia à Rome depuis 1978.

## Historique
L'institut national des arts graphiques est dirigé par la direction générale pour les paysages, les beaux-arts, l'architecture et l'art contemporain (Direzione generale per il paesaggio, le belle arti, l'architettura e l'arte contemporanea), elle-même sous la tutelle du Ministère pour les Biens et les Activités culturels.
L'institut national des arts graphiques a vocation à conserver, préserver, présenter au public et promouvoir les arts graphiques et notamment tout ce qui a trait au dessin, à l'estampe, à l'imprimerie et à la photographie. L'institut archive les collections graphiques et présente des expositions dans une partie muséologique.
En 1978, le bâtiment historique du palais Poli devient propriété de l'État italien. Le palais Poli et le bâtiment voisin du Palazzo della Calcografia (palais de la chalcographie), construit en 1837 par l'architecte Giuseppe Valadier, regroupent aujourd'hui le siège de l'Institut national des arts graphiques.

## Collections

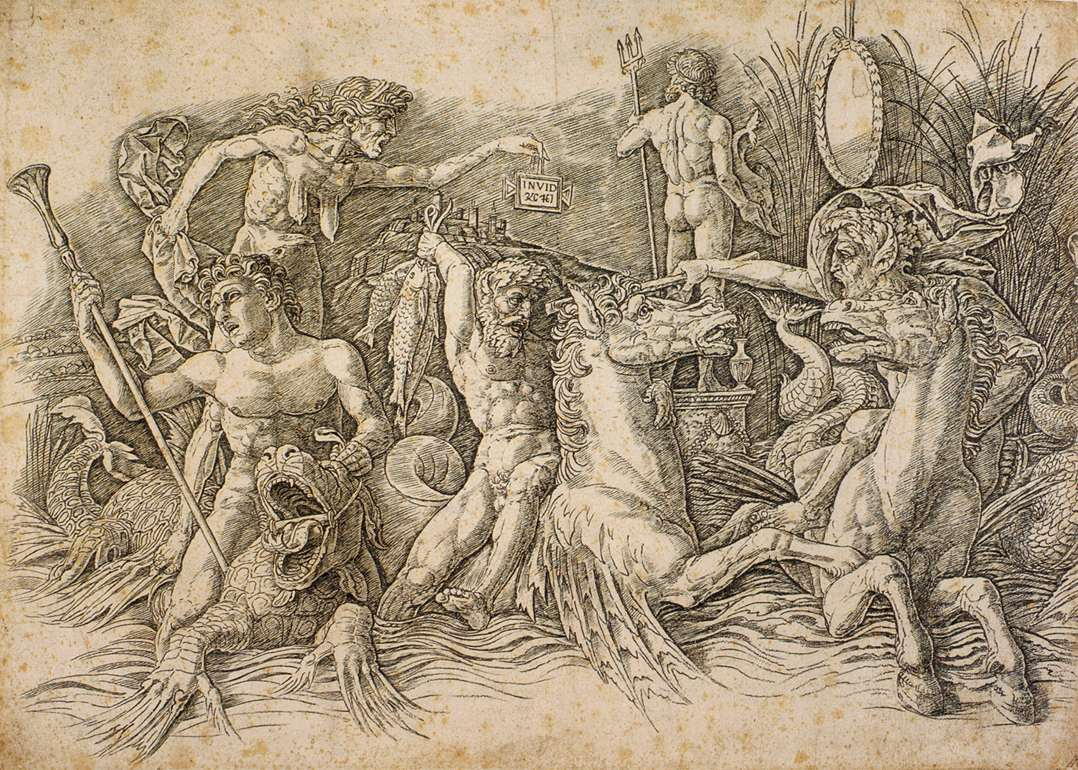
Andrea Mantegna, Bataille des monstres marins.
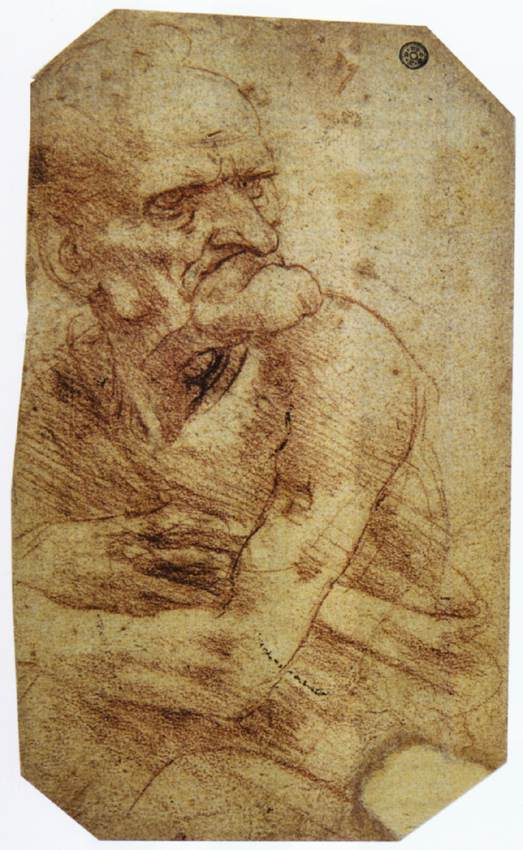
Leonardo da Vinci, Étude d'un vieil homme.
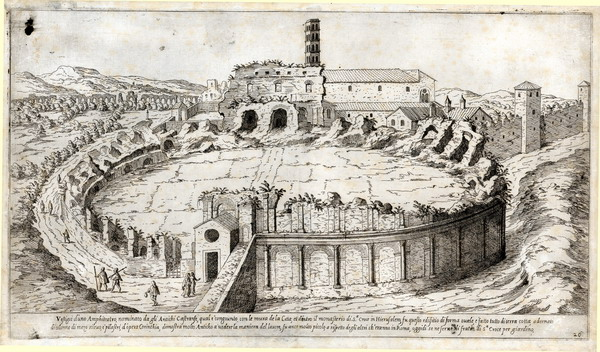
Étienne Dupérac, Amphitréâtre.